# فرجينيا لي بورتون
فرجينيا لي بورتون (بالإنجليزية: Virginia Lee Burton)‏ هي رسامة توضيحية وكاتِبة وكاتبة للأطفال أمريكية، ولدت في 30 أغسطس 1909 في Newton Centre, Massachusetts ‏ في الولايات المتحدة، وتوفيت في 15 أكتوبر 1968 في بوسطن في الولايات المتحدة بسبب سرطان الرئة.

## وصلات خارجية
- فرجينيا لي بورتون على موقع IMDb (الإنجليزية)
- فرجينيا لي بورتون على موقع الموسوعة البريطانية (الإنجليزية)
- فرجينيا لي بورتون على موقع ديسكوغز (الإنجليزية)
- فرجينيا لي بورتون على موقع قاعدة بيانات الفيلم (الإنجليزية)